# Кирил Ампов
Кирил Ампов е български поп певец, композитор, автор на песни, аранжор и продуцент.

## Биография
Роден е в София на 14 юли 1948 г. Завършва география на туризма, но интересът към музиката се оказва по-силен.
Още като студент участва в група „Славини“ (1967 – 1968). През 1981 създава вокалния дует „Акварел“ заедно със съпругата си Антоанета. Първият запис е на песента „Любовта, тази стара шега“, а най-голям успех има версията „Лято“ по „Sweet dreams“ на групата Юритмикс. За дуета са характерни лиричните песни в стил кънтри.
Особена популярност придобива основаната на шега група „Спешен случай“ (1984), в която към двамата се присъединява Донко Аврамов. С дефицитното за българската попмузика дотогава чувство за хумор, групата привлича вниманието и създава няколко успешни шлагера „Кашлицата“, „Развод“, „Мама, татко и аз“, „Кафе без захар“, „Карай Джони“, „С Анчето в ханчето“, включени в 3 албума. Автор е на популярната песен „Каролайна“, известна и като „9 милиона мишлета“.
В началото на 90-те Кирил Ампов е инициатор на радио (съвместно с Христина Белчева), а по-късно и на телевизионно предаване „Хит минус едно“ за откриване на млади таланти, което се ползва с голяма популярност.
Организира собствено студио, където са записани повечето от песните на сина му Владимир Ампов – Графа.
От няколко години Кирил Ампов се е „пенсионирал“ от шоубизнеса и живее в село Дрен.

## Дискография

### Албуми със Спешен случай
- „Трио Спешен случай 2“ (LP, Балкантон – ВТА 12573)
- „Развод“ (LP, Балкантон – ВТА 12273)